# Carl von Linde
Carl Paul Gottfried von Linde (Berndorf, 11 de junho de 1842 — Munique, 16 de novembro de 1934) foi um físico e engenheiro alemão.
Desenvolveu os princípios para a tecnologia moderna de refrigeração.
Em 1871 inventou um sistema que trabalhava com éter metílico enquanto trabalhava em Augsburg. A segunda geração de refrigeradores trabalhava com nitrogénio. Ambos sistemas utilizavam o princípio de arrefecimento a gás; até então, o arrefecimento era conseguido mecanicamente. Em 1894, a pedido da cervejaria Guinness, desenvolveu um revolucionário método de arrefecimento  (técnica de Linde) para a liquefação de grandes quantidades de ar.
A técnica de Linde era baseada nas investigações de James Prescott Joule e William Thomson e na introdução da técnica de contra-corrência: o ar é sugado para uma máquina que o irá comprimir, pré-arrefecer, e descomprimir; neste ponto arrefecerá bastante. No método da contra-corrência, o ar que foi arrefecido é utilizado para arrefecer mais ar comprimido que, por sua vez, irá arrefecer o próximo volume de ar, e assim sucessivamente. A repetição contínua deste processo irá fazer descer a temperatura suficientemente até o ar se liquefazer. Foram os trabalhos de Linde que permitiram aos cientistas de hoje o estudo da criogenia e da separação dos elementos do ar liquefeito através da destilação fraccional.
Está sepultado no Waldfriedhof de Munique.

## Patentes
- «US727650» - 12 de maio de 1903 -- Processamento de oxigénio Linde
- «US728173» - 12 de maio de 1903 -- Equipamento para o processamento de oxigénio Linde
- «US795525» - 25 de julho de 1905 -- Equipamento para o processamento de oxigénio e nitrogénio Linde